# Русаново (Ильинское сельское поселение)
Русаново — деревня в Западнодвинском районе Тверской области России. Входит в состав Ильинского сельского поселения.

## География
Деревня расположена на левом берегу Западной Двины у границы с Псковской областью.
Расстояния (по автодорогам):
- До районного центра, города Западная Двина — 72 км
- До центра сельского поселения, посёлка Ильино — 21 км

- До ближайшего населённого пункта, деревни Дубровка — 2 км

## История
Деревня впервые упоминается под названием Руссанова на топографической карте Фёдора Шуберта, изданной в 1867 году. Имела 6 дворов.
На карте РККА, изданной в 1941 году обозначена деревня Русаново. Имела 27 дворов.
До 2005 года деревня входила в состав упразднённого в настоящее время Васьковского сельского округа.

## Население
| 2010 |
| ---- |
| 1    |

В 2002 году население деревни составляло 10 человек.
Национальный состав
Согласно результатам переписи 2002 года, в национальной структуре населения русские составляли 100 % от жителей.